# 大野正人
大野 正人（おおの まさと、1972年 - ）は、日本の絵本作家。

## 経歴
1972年、東京都生まれ。絵本作家としての活動のほかに、出版社へのコンサルティングなど制作アドバイスも行う。「楽しくシリーズ」(高橋書店)で2016年まで執筆、イラスト原案を担当。

## 著書
- 『夢はどうしてかなわないの?』(汐文社)
- 『命はどうしてたいせつなの?』(汐文社)
- 『失敗図鑑　すごい人ほどダメだった!』(文響社)
- 『早すぎた天才　知られてないけど、すごかった』(文響社)
- 『ピンチ!!でもそれはチャンスだ!』（高橋書店）